# Clássica de San Sebastián
A Clássica de San Sebastián (oficialmente: Clásica Ciclista San Sebastián em basco Donostia Klasikoa ) é uma clássica ciclista espanhola que se disputa em San Sebastián e os arredores da província de Guipúscoa, no último sábado do mês de julho ou o primeiro ou segundo sábado do mês de agosto.
Criou-se em 1981 e fez parte da Copa do Mundo de Ciclismo desde a criação desta em 1989 até seu desaparecimento no ano 2005 quando surgiu o UCI ProTour. Actualmente está incluída no UCI WorldTour (anteriormente UCI ProTour) do calendário de máxima categoria mundial como clássica de segunda categoria por trás dos monumentos do ciclismo.
Está organizada por Organizações Ciclistas Euskadi, depois da fusão da Bicicleta Basca com a Volta ao País Basco no ano 2009.
Os corredores com mais vitórias são Marino Lejarreta, Remco Evenepoel com três.

## Percurso

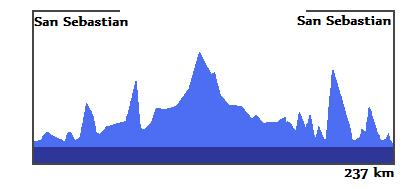
Perfil da edição de 2009 onde se podem identificar nos últimos 75 km por esta ordem os altos, portos ou cotas de Irurain, Gaintzurizketa, Jaizquíbel, Gaintzurizketa, Arkale e Miracruz.

Sempre se iniciou e finalizado em San Sebastián e o trecho inicial e intermediário tem sido variável em todas suas edições por isso sua quilometragem total não tem sido o mesmo ainda que quase sempre tem rondado os 230 km. A sua máxima dificuldade é o alto de Jaizquíbel (catalogado de 1.ª categoria) situado nas primeiras edições a uns 15 km de meta ainda que com progressivas mudanças foi-se afastando da chegada. Assim nessas primeiras edições se subia pela vertente de Fuenterrabía até que para oferecer outras alternativas dando oportunidade a outro tipo de corredores e não favorecer tanto aos escaladores se decidiu subir pela vertente oposta de Pasaia para colocar dito porto a uns 30 km da chegada.

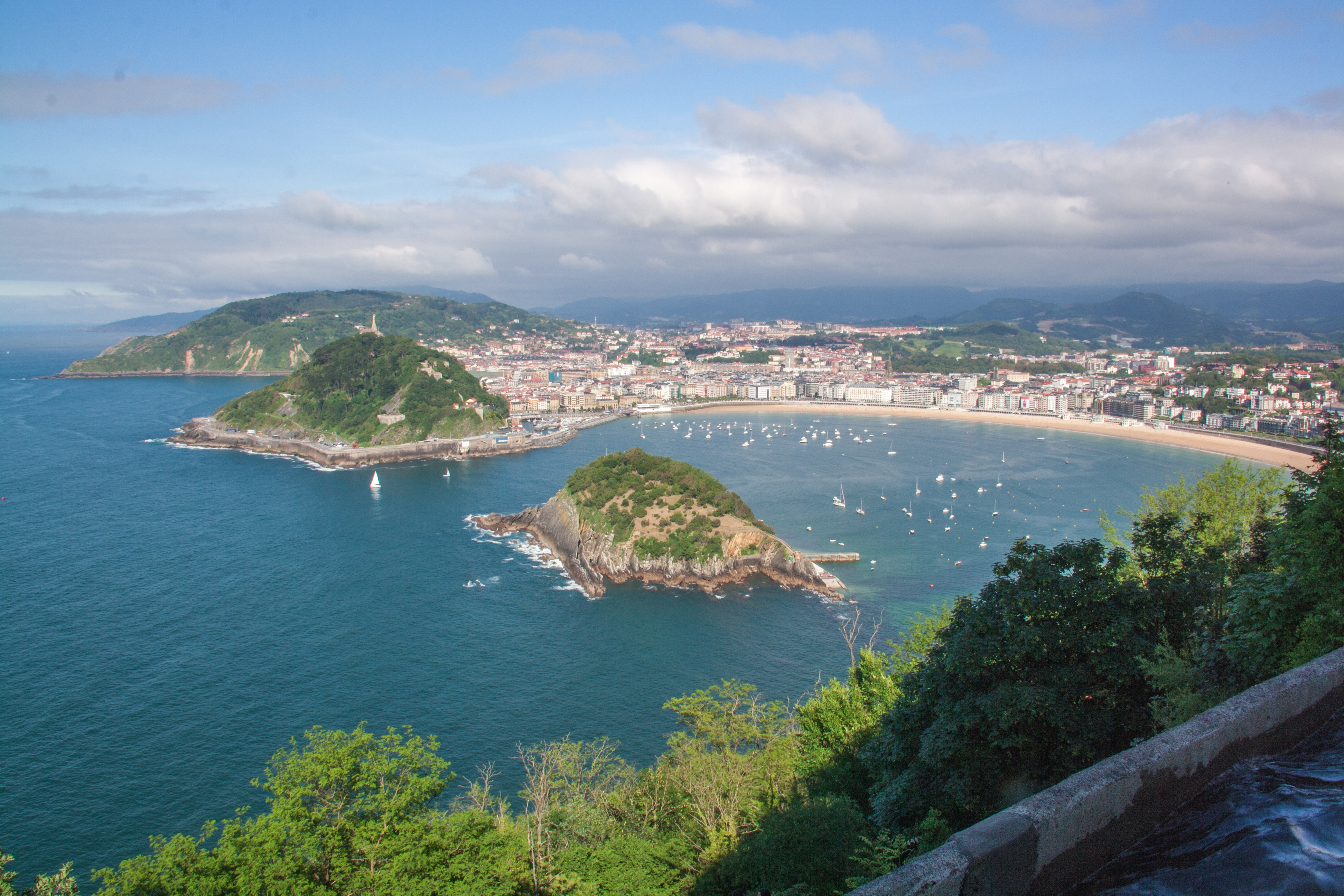
Vistas de San Sebastián desde o Igueldo (Bordako Tontorra) ponto decisivo desde 2014.

Com o passo dos anos esta mudança resultou insufiente para que se rompesse o grande grupo e este se jogasse a vitória em San Sebastián ou nas cotas prévias de Gaintzurizketa e especialmente de Miracruz (a 3 km da meta) já que em algumas edições chegou a ter um desnível similar ao da Milão-Sanremo (clássica especialmente indicada para sprinters) com grupos a mais de 50 corredores se jogando a vitória depois de diversos reagrupamentos.
Como no ano 2000 chegou um grupo de 53 corredores desde o 2001 depois de Jaizkibel incluiu-se o porto de Gurutze (catalogado de 3.ª categoria), substituindo a cota de Gaintzurizketa, deixando Jaizquíbel a 32 km da chegada. Esta mudança num princípio se provocou que chegasse um grupo mais seleccionado. No entanto, depois da edição do 2006 na que chegou um grupo de 51 corredores se procuraram outro tipo de alternativas que foram introduzidas progressivamente. Em 2008 substituiu-se Gurutze por Gaintzurizketa+Arkale (catalogado de 2.ª categoria) situando Jaizkibel a 38,5 km da chegada. Depois, em 2010, acrescentou-se um circuito repetindo duas vezes a parte dura da corrida (Jaizkibel e Gaintzurizketa+Arkale). Finalmente, em 2014, introduziu-se outro circuito dentro de San Sebastián passando duas vezes por meta para subir o alto de Igueldo -pela vertente chamada Bordako Tontorra- (catalogado de 2.ª categoria) a 7 km da meta, mas deixando o último passo por Jaizquíbel a 53,9 km de meta. Leste último mudança não tem estado isento de críticas dado que pode condicionar muito a corrida já que poderia evitar ataques longínquos e favorecer aos escaladores coisa que se quis evitar nas primeiras edições.
Na edição do 2018 segue-se correndo nos arredores da província de Guipúscoa no País Basco até cidade de San Sebastián, assim mesmo, o número total de portos de montanha se mantém com 8 passos, dos quais Jaizquíbel e Arkale se sobem por partida dupla com o propósito de provocar uma forte selecção na corrida, mais adiante os ciclistas enfrentam o último porto de Murgil Tontorra com um comprimento de 1,8 quilómetros ao 11,3% para depois descer e finalizar sobre a cidade de San Sebastián.

## Palmarés
| Ano  | Vencedor                       | Segundo               | Terceiro              |           |
| ---- | ------------------------------ | --------------------- | --------------------- | --------- |
| 1981 | Marino Lejarreta               | Graham Jones          | Faustino Rupérez      |           |
| 1982 | Marino Lejarreta               | Jesús Rodríguez Magro | Pedro Delgado         |           |
| 1983 | Claude Criquielion             | Antonio Coll          | Reimund Dietzen       |           |
| 1984 | Niki Rüttimann                 | Reimund Dietzen       | Celestino Prieto      |           |
| 1985 | Adri van der Poel              | Iñaki Gastón          | Juan Fernández Martín |           |
| 1986 | Iñaki Gastón                   | Marino Lejarreta      | Juan Fernández Martín |           |
| 1987 | Marino Lejarreta               | Ángel Arroyo          | Federico Echave       |           |
| 1988 | Gert-Jan Theunisse             | Enrique Aja           | Steven Rooks          |           |
| 1989 | Gerhard Zadrobilek             | Francisco Antequera   | Tony Rominger         |           |
| 1990 | Miguel Indurain                | Laurent Jalabert      | Sean Kelly            |           |
| 1991 | Gianni Bugno                   | Pedro Delgado         | Maurizio Fondriest    |           |
| 1992 | Raúl Alcalá                    | Claudio Chiappucci    | Eddy Bouwmans         |           |
| 1993 | Claudio Chiappucci             | Gianni Faresin        | Alberto Volpi         |           |
| 1994 | Armand de Las Cuevas           | Lance Armstrong       | Stefano Della Santa   |           |
| 1995 | Lance Armstrong                | Stefano Della Santa   | Johan Museeuw         |           |
| 1996 | Udo Bölts                      | Stefano Cattai        | Massimo Podenzana     |           |
| 1997 | Davide Rebellin                | Alexandr Gonchenkov   | Stefano Colagè        |           |
| 1998 | Francesco Casagrande           | Axel Merckx           | Leonardo Piepoli      |           |
| 1999 | Francesco Casagrande           | Rik Verbrugghe        | Giuliano Figueras     |           |
| 2000 | Erik Dekker                    | Andrei Tchmil         | Romāns Vainšteins     |           |
| 2001 | Laurent Jalabert               | Francesco Casagrande  | Davide Rebellin       |           |
| 2002 | Laurent Jalabert               | Igor Astarloa         | Gabriele Missaglia    |           |
| 2003 | Paolo Bettini                  | Ivan Basso            | Danilo Di Luca        |           |
| 2004 | Miguel Ángel Martín Perdiguero | Paolo Bettini         | Davide Rebellin       |           |
| 2005 | Constantino Zaballa            | Joaquim Rodríguez     | Eddy Mazzoleni        |           |
| 2006 | Xavier Florencio               | Stefano Garzelli      | Andrey Kashechkin     |           |
| 2007 | Leonardo Bertagnolli           | Juan Manuel Gárate    | Alejandro Valverde    |           |
| 2008 | Alejandro Valverde             | Alexandr Kolobnev     | Davide Rebellin       |           |
| 2009 | Roman Kreuziger                | Mickaël Delage        | Peter Velits          |           |
| 2010 | Luis León Sánchez              | Alekszandr Vinokurov  | Carlos Sastre         |           |
| 2011 | Philippe Gilbert               | Carlos Barredo        | Greg Van Avermaet     |           |
| 2012 | Luis León Sánchez              | Simon Gerrans         | Gianni Meersman       |           |
| 2013 | Tony Gallopin                  | Alejandro Valverde    | Roman Kreuziger       |           |
| 2014 | Alejandro Valverde             | Bauke Mollema         | Joaquim Rodríguez     |           |
| 2015 | Adam Yates                     | Philippe Gilbert      | Alejandro Valverde    |           |
| 2016 | Bauke Mollema                  | Tony Gallopin         | Alejandro Valverde    |           |
| 2017 | Michał Kwiatkowski             | Tony Gallopin         | Bauke Mollema         |           |
| 2018 | Julian Alaphilippe             | Bauke Mollema         | Anthony Roux          |           |
| 2019 | Remco Evenepoel                | Greg Van Avermaet     | Marc Hirschi          |           |
| 2020 | cancelado                      | cancelado             | cancelado             | cancelado |
| 2021 | Neilson Powless                | Matej Mohorič         | Mikkel Honoré         |           |
| 2022 | Remco Evenepoel                | Pavel Sivakov         | Tiesj Benoot          |           |
| 2023 | Remco Evenepoel                | Pello Bilbao          | Aleksandr Vlasov      |           |
| 2024 | Marc Hirschi                   | Julian Alaphilippe    | Lennert Van Eetvelt   |           |

Nota: Na Clássica de San Sebastián de 2009, Carlos Barredo foi inicialmente o ganhador, mas foi desclassificado por dopagem (ver Desclassificação de Carlos Barredo). Na Clássica de San Sebastián de 2007, Leonardo Bertagnolli foi inicialmente o ganhador, mas foi desclassificado por dopagem.

## Estatísticas

### Mais vitórias
| Ciclista             | Vitórias | Anos               |
| -------------------- | -------- | ------------------ |
| Marino Lejarreta     | 3        | 1981, 1982 e 1987  |
| Remco Evenepoel      | 3        | 2019 , 2022 e 2023 |
| Francesco Casagrande | 2        | 1998 e 1999        |
| Laurent Jalabert     | 2        | 2001 e 2002        |
| Luis León Sánchez    | 2        | 2010 e 2012        |
| Alejandro Valverde   | 2        | 2008 e 2014        |

### Vitórias consecutivas
- Duas vitórias seguidas:
  -  Marino Lejarreta (1981, 1982)
  -  Francesco Casagrande (1998, 1999)
  -  Laurent Jalabert (2001, 2002)
  - Remco Evenepoel (2022, 2023)

## Palmarés por países
Atualizado após edição de 2023
| País           | Vitórias | Último vencedor            |
| -------------- | -------- | -------------------------- |
| Espanha        | 12       | Alejandro Valverde em 2014 |
| Itália         | 6        | Paolo Bettini em 2003      |
| França         | 5        | Julian Alaphilippe em 2018 |
| Bélgica        | 5        | Remco Evenepoel em 2022    |
| Países Baixos  | 4        | Bauke Mollema em 2016      |
| Estados Unidos | 2        | Neilson Powless em 2021    |
| Suíça          | 1        | Niki Rüttimann em 1984     |
| Áustria        | 1        | Gerhard Zadrobilek em 1989 |
| México         | 1        | Raúl Alcalá em 1992        |
| Alemanha       | 1        | Udo Bölts em 1996          |
| Chéquia        | 1        | Roman Kreuziger em 2009    |
| Reino Unido    | 1        | Adam Yates em 2015         |
| Polónia        | 1        | Michał Kwiatkowski em 2017 |